# JADES-GS-z13-1-LA
JADES-GS-z13-1-LA, dénommée officiellement JADES-GS+53.06475-27.89024, est une galaxie très lointaine située dans la constellation du Fourneau. Elle a été observée avec l'instrument NIRSpec du JWST entre le 10 et le 12 janvier 2024 dans le cadre des programmes JWST Advanced Deep Extragalactic Survey (JADES) et JADES Origins Field (JOF).
Elle présente un décalage vers le rouge spectroscopique z de 13,0, ce qui en fait l'une des galaxies les plus lointaines découvertes. Selon le modèle ΛCDM  de la cosmologie du Big Bang, ce décalage vers le rouge correspond à une époque d'il y a environ 13,47 milliards d'années. Elle est donc observée environ 330 millions d'années après le Big Bang. 

## JADES-GS-z13-1-LA et le début de la réionisation
La réionisation cosmique a commencé lorsque le rayonnement ultraviolet produit dans les premières galaxies a commencé à ioniser le gaz froid et neutre qui remplissait l'Univers primitif.
La spectroscopie de JADES-GS-z13-1-LA révèle une raie d'émission identifiée sans ambiguïté comme la raie d’émission Lyman-α, avec un décalage vers le rouge spectroscopique zsys établi à 13,01+0,01
-0,02 .
On observe chez JADES-GS-z13-1-LA une largeur équivalente (EW) de la raie  d’émission Ly-α de EW > 40 Å, précédemment observée uniquement à z < 9 où  le milieu intergalactique intermédiaire (en anglais, intergalactic medium ou IGM) devient de plus en plus ionisé .
L'émission inattendue de la raie d’émission Ly-α par JADES-GS-z13-1-LA indique que la galaxie est une émettrice très importante de photons ionisants.
À seulement 330 millions d'années après le Big Bang, la présence probable d'une région réionisée autour de cette source d’émission relativement faible dans l’ultraviolet contraint la chronologie de la réionisation cosmique, favorisant un processus précoce et progressif piloté initialement par les galaxies de faible masse.